# Komunitní rada Bronxu 2

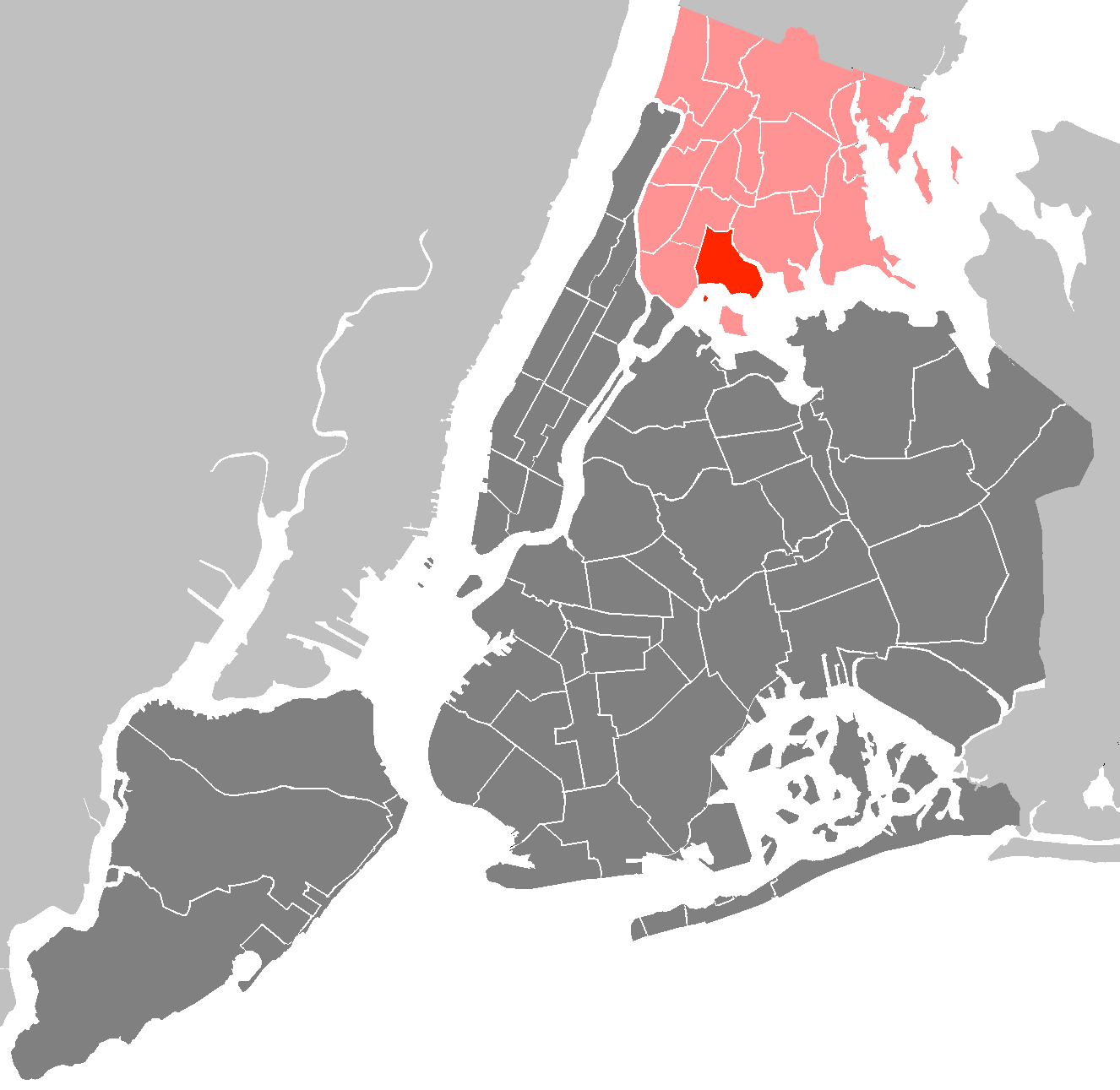
Mapa města New York zvýrazňující obvod Komunitní rady Bronxu 2 (tmavě červená) městské čtvrti Bronx (světle červená).

Komunitní rada Bronxu 2 (Bronx Community Board 2) je jednou z komunitních rad v Bronxu v New Yorku. 
Zahrnuje sousedství Hunts Point a Longwood v čtvrti Bronx. Je ohraničena průlivem Bronx River na východě, ulicemi Westchester Avenue, East 167TH Street a East 169th Street na severu, Prospect Avenue a East 149th Street na západě, a řekou East River na jihu. Její současný předseda (2012) je dr. Ian Amrita a okresní ředitel Rafael Salamanca.

## Demografie
Dle sčítání lidu měla samospráva 46 824 obyvatel (39 433 v roce 1990 a 34 397 v 1980). Z toho 35 507 (75,8 %) tvořili Hispánci, 10 021 (21,4 %), černoši (Nehispánci), 582 (1,2 %) běloši (Nehispánci), 207 (0,4 %) Asiaté, 101 (0,2 %), indiáni, 90 (0,2 %) byly jiné rasy a 316 (0,7 %) míšenci dvou a více ras.